# إتش إم إس فيكتوري
إتش إم إس فيكتوري (بالإنجليزية: HMS Victory)‏ هي سفينة خطية تابعة للبحرية الملكية البريطانية، عرفت كونها كانت سفينة هوراشيو نيلسون أثناء معركة الطرف الأغر.